# Capilla de Alto Vista
La Capilla de Alto Vista (en neerlandés: Alto Vista Kapel) es una pequeña capilla católica también conocida como "Iglesia de los Peregrinos" que se encuentra en las colinas de la costa norte y al noreste de la ciudad de Noord, en la isla de Aruba, a 27 km al norte de la costa de Venezuela. La iglesia pintada en el exterior de color amarillo brillante  hace que sea un monumento religioso visible para las personas que lo visitan. La actual Capilla de Alto Vista se completó en 1952 y se encuentra en la misma ubicación que la capilla original, que fue construida por Domingo Silvestre, un misionero venezolano de Santa Ana de Coro, Venezuela, en 1750.
La capilla de Alto Vista se dice que es el lugar donde se produjo la conversión de los indios al cristianismo en Aruba con lo que comenzó en la historia religiosa de Aruba. 
La iglesia original fue construida en 1750 por los indios Caquetío y los españoles, aunque la isla no tenía un sacerdote todavía. El trabajo pionero de establecer la iglesia y la conversión de los indios locales en la fe cristiana católica fue el propósito de Domingo Antonio Silvestre de Venezuela, que finalizó la construcción con sus propios fondos. Se dice que es la primera iglesia establecida en Aruba. Esta primera iglesia fue construida con paredes de piedra y techo de paja. Se dedicó a Santa María, la "Madre del Rosario" y por lo tanto se le considera excepcional en Aruba. Una cruz, que fue traída desde Venezuela por uno de los sacerdotes, se instaló aquí. Después de la muerte de Domingo Antonio Silvestre,  Miguel Enrique Álvarez tomó el control de la iglesia, y luego lo hizo Domingo Bernardino Silvestre hijo del sacerdote pionero de la iglesia.